# Latobici
Latobici (Λατόβικοι) su bili keltsko pleme koje je u antičko doba nastanjivalo područje današnje Dolenjske u Sloveniji.  U rimsko doba, njihovi gradovi bili su Praetorium Latobicorum (Trebnje) i Municipium Flavium Latobicorum Neviodunum (Drnovo).
Latobici su i za vrijeme rimske vladavine zadržali velik dio starih običaja, poput gradnje grobova od pločastoga kamena ili izrade keramičkih posuda koje su karakteristične samo za njih.